# الکتریسیته کم کربن
بر اساس گزارش آژانس بین‌المللی انرژی (IEA)، انتظار می‌رود تقاضای جهانی برای برق از ۲۰۱۰۰ تراوات ساعت (TWh) در سال در ۲۰۱۳ به حدود ۳۰۰۰۰ تا 37400 TWh در سال در ۲۰۴۰ افزایش یابد. بیشترین رشد (بیش از ۸۵ درصد) خارج از کشورهای موسوم به سازمان همکاری اقتصادی و توسعه (OECD) انتظار می‌رود که بیشترین رشد در چین و هند مشاهده می‌شود.
افزایش برقی‌سازی فرآیندهای صنعتی به افزایش تقاضا در سناریوهای آژانس بین‌المللی انرژی کمک می‌کند، اگرچه همه بخش‌ها سهم زیادی در این امر دارند. برقی‌سازی حمل‌ونقل، اگرچه سریع‌ترین بخش در حال رشد با ۳٫۹ درصد در سال بین سال‌های ۲۰۱۱ و ۲۰۳۵) بوده‌است، انتظار می‌رود که تنها ۲٫۳ درصد به تقاضای آینده کمک کند، که بیشترین رشد از طریق ریل حاصل می‌شود، نه وسایل نقلیه الکتریکی مسافربری (EVs). با این حال، با سیاست‌های تهاجمی آب و هوایی (سناریوی ۴۵۰ آژانس بین‌المللی انرژی)، پیش‌بینی می‌شود تا سال ۲۰۴۰ تعداد خودروهای برقی به ۷۱۵ میلیون برسد که تقریباً پنج برابر سناریوی سیاست‌های جدید مرجع است.
افزایش استفاده از انرژی در فناوری اطلاعات و ارتباطات در سطح جهان ممکن است بسیار سریع باشد. در سال ۲۰۱۲، مراکز داده ۲۷۰ تراوات ساعت یا ۱٫۴ درصد از کل تقاضای جهانی را مصرف کردند، در حالی که رایانه‌های شخصی و شبکه‌های ارتباطی هر کدام بیش از ۳۰۰ تراوات ساعت مصرف می‌کنند. هر سه مورد استفاده نهایی پیش‌بینی می‌شود که دسته‌ها به‌طور قابل توجهی سریع‌تر از تقاضای کلی رشد کنند.
منابع فسیلی در طول تاریخ بیشترین انرژی را برای تولید برق تأمین کرده‌اند: ۶۷ درصد در سال ۲۰۱۳. با این حال، با تصویب موافقت نامه پاریس)، پیش‌بینی می‌شود که انرژی‌های تجدیدپذیر تقریباً ۶۰ درصد از تولید برق جدید را تا سال ۲۰۴۰ تحت سناریوی سیاست‌های جدید آژانس بین‌المللی انرژی تأمین کنند و نزدیک به ۶۰ درصد از کل تولید را در سناریوی ۴۵۰ تشکیل دهند(این سناریوها در شدت گازهای گلخانه‌ای (GHG) حتی به طرز چشمگیری تضاد دارند.
فنآوری‌های تولید برق کم کربن شامل انرژی‌های تجدید پذیر، شکافت هسته ای، فسیلی-CCS و … می‌شوند.

## تجدید پذیرها
واژه تجدیدپذیر به‌طور کلی به منابع انرژی اشاره می‌کند که در بازه‌های زمانی بشری دوباره پر می‌شوند، در مقابل منابع فسیلی قرار می‌گیرند که میلیون‌ها سال برای شکل‌گیری نیاز داشتند. انرژی‌های تجدیدپذیر شامل انرژی تأمین شده به‌طور مستقیم یا غیرمستقیم از خورشید (خورشید، باد، زیست توده، و بیشتر اشکال انرژی آب)، فعل و انفعالات گرانشی بین زمین و ماه (نیروی جزر و مد) و انرژی حاصل از زمین است.

انرژی‌های تجدیدپذیر قدیمی‌ترین منابع انرژی بشر هستند، با زیست توده که انرژی گرمایی را برای ده‌ها هزار سال تأمین می‌کند، نیروی باد باعث عصر طلایی اکتشاف و تجارت می‌شود، و آب نیروگاه مکانیزاسیون اولیه را تأمین می‌کند. با این حال، انرژی‌های تجدیدپذیر جدیدترین شکل انرژی هستند، با فناوری‌های مدرن که به‌طور مؤثر از منابع تجدیدپذیر برای تولید برق و گرما استفاده می‌کنند و در دهه‌های اخیر پیشرفت‌های زیادی در عملکرد فنی آنها مشاهده شده‌است.
منابع تولید انرژی کم کربن شامل نیروی باد، انرژی خورشیدی، انرژی هسته‌ای و بیشتر نیروگاه‌های آبی هستند. این اصطلاح تا حد زیادی منابع کارخانه سوخت فسیلی متعارف را مستثنی می‌کند، و فقط برای توصیف زیرمجموعه خاصی از سیستم‌های نیروگاه سوخت فسیلی استفاده می‌شود، به‌ویژه، سیستم‌هایی که با موفقیت با سیستم جذب و ذخیره‌سازی کربن گاز دودکش (CCS) همراه شده‌اند. در سال ۲۰۲۰ تقریباً ۴۰ درصد از تولید برق در جهان از منابع کم کربن حاصل شد: حدود ۱۰ درصد انرژی هسته ای، تقریباً ۱۰ درصد بادی و خورشیدی، و حدود ۲۰ درصد انرژی آبی و سایر انرژی‌های تجدید پذیر.

## توسعه پایدار

هدف اصلی توسعهٔ پایدار، تأمین نیازهای اساسی، بهبود و ارتقای سطح زندگی همه، حفظ و اداره بهتر اکوسیستم‌ها و آینده ای امن تر و سعادتمندتر ذکر شده‌است. واژهٔ پایدار برای توصیه جهانی به کار می‌رود که در آن انسان و طبیعت بتوانند با در نظر گرفتن نیازهای حال و حقوق نسل‌های آینده و با حفاظت از محیط زیست و بدون ایجاد آثار مخرب جدی بر آن ادامه حیات دهند. توسعهٔ پایدار به معنی ارئهٔ راهکارهایی در مقابل الگوهای فانی کالبدی، اجتماعی و اقتصادی است که از بروز مسائلی چون افزایش بی رویهٔ جمعیت، فقر، نابودی منابع و محیط زیست، تداخل در اکوسیستم کرهٔ زمین و در نتیجه خسارات ناشی از اثرهای زیانبار نابودی محیط زیست جلوگیری کند. با توجه به ماهیت منسجم و به هم پیوستهٔ کرهٔ زمین، این فرایند باید با تشریک مساعی دولت‌ها و مشارکت افراد بومی جوامع انجام شود. به عبارت دیگر، این مفهوم، فرایندی است که در آن سیاست‌های کلی به نحوی طراحی می‌شوند که به توسعه ای منجر شوند که از لحاظ اقتصادی، اجتماعی، اکولو یکی پایدار باشد و به سرمایه‌گذاری کافی در زمینهٔ آموزش، بهداشت، جمعیت و انر ی بینجامد. ابعاد توسعه شامل پایداری اقتصادی اجتماعی و بوم شناختی و توسعهٔ مکانی پایدار با هدف تشکیل روستاها و شهرهای متعادل تر و توزیع بهتر زمین برای اسکان انسان و تداوم فرهنگی است. توسعه پایدار، رویکردی جامع به بهبود بخشی کیفیت زندگی انسان‌ها در جهت تحقق رفاه اقتصادی، اجتماعی و محیطی سکونتگاه‌های انسانی است. در این معنا توسعه پایدار فرایندی است که با سازماندهی و تنظیم رابطه انسان و محیط و مدیریت بهره‌برداری از منابع و محیط زیست، دستیابی به تولید فزاینده و مستمر، زندگی مطمئن، عدالت و ثبات اجتماعی و مشارکت مردم را تسهیل می‌کند. همان‌طور که شکل ۱ نشان می‌دهد، توسعه پایدرا بر آن است تا از طریق توسعه اقتصادی، پیشرفت اجتماعی و مسئولیت پذیری محیطی جامعه انسانی را به سوی دنیای خوب، زیست پذیر و دوام یافتنی رهنمون سازد. در این معنا هسته مرکزی مفهوم پایداری بر حفظ و نگهداشت «ذخایر» استوار است و در حقیقت توسعه پایدار چیزی جز حفظ ذخایری چون سرمایه انسانی، اجتماعی، طبیعی و اقتصادی نیست.